# Crash Nitro Kart
Crash Nitro Kart — гоночна гра на картах 2003 року для PlayStation 2, Xbox, GameCube та Game Boy Advance; версії для N-Gage і мобільних телефонів були випущені в 2004 році. Це друга гоночна гра в серії Crash Bandicoot після Crash Team Racing і перша гра в серії, яка містить повноцінні відео з рухом.
Історія гри зосереджена на викраденні Креша Бандикута разом з іншими персонажами серії безжальним диктатором Імператором Вело XXVII. Погрожуючи знищити Землю, якщо вони відмовляться, він змушує їх змагатися у своєму гігантському Колізеї для розваги своїх підданих.
Crash Nitro Kart отримав загалом неоднозначні відгуки, причому різні версії гри сприйняли по-різному. Основна версія для консолі Playstation 2 отримала неоднозначні відгуки, багато хто вважав її гіршою за попередницю Crash Team Racing, але позитивно прокоментували презентацію гри. Версія Game Boy Advance зазнала незначного покращення, тоді як відгуки про версію N-Gage були середніми, причому більша частина критики була спрямована на «тунельне бачення» гри. Контент гри був використаний в ремастері у складі Crash Team Racing Nitro-Fueled, випущеної 21 червня 2019 року

## Ігровий процесс
Crash Nitro Kart — це гоночна гра, у якій гравець керує персонажами із серії Crash Bandicoot, більшість із яких змагаються на картах . Під час перегонів гравець може прискорюватися, керувати, рухатися заднім ходом, гальмувати, стрибати або використовувати зброю та бонуси за допомогою аналогового джойстика та кнопок ігрового контролера. Чотири різні типи ящиків розкидані по трасах і аренах Crash Nitro Kart . «Ящики предметів» позначені знаком питання (?) і зазвичай розташовані по чотири штуки. Гравець може отримати зброю або посилення, проїхавши крізь ящик із предметами та розбивши його на частини. Гравець може носити лише одну зброю або бонус за раз. «Мультиплікаторні ящики» позначені знаком «X» і зазвичай знаходяться у важкодоступних місцях на трасах. У цих спеціальних ящиках міститься три предмети певної зброї або посилення. «Ящики Wumpa» не позначені ніякими знаками та містять «фрукт Wumpa», який посилює зброю гравця та додатково посилює її, якщо їх отримано десять. «Ящики активації» позначені знаком оклику (!) і активують або підсилювач, або пастку, яка може уповільнити інших гонщиків.

### Гоночні режими
Crash Nitro Kart має 6 гоночних режимів: пригода, випробування на час перегонів, випробування часу на колінах, швидка гонка, командна гонка та турнір з кубка. В деяких режимах гравці грають кожен сам за себе, а в інших можуть грати як команда. «Режим аркада» — це гра на одного гравця, в якій гравець повинен пробігти всі треки та арени в грі та збирати якомога більше трофеїв, реліквій, клавіш для боса, токенів CNK та дорогоцінних каменів. [9] Мета режиму пригод — виграти всі гонки з п'яти різних світів і виграти свободу відтворюваних персонажів від тиранічного імператора Вело XXVII. Світ Хабів гри — Колізей Вело, з якого гравець може отримати доступ до будь -якого з п'яти інших світів через спеціальні ворота. Більшість цих воріт спочатку заблоковані; Гравець повинен завершити перегони одного світу, щоб отримати доступ до наступного світу. Коли всередині світу, гравець може отримати доступ до гонки, загнавши вибраного персонажа на «Warp Pad». Вигравши гонку, гравець отримає трофей. Коли гравець отримує всі три трофеї у світі, гравець зможе змагатися проти цього чемпіона світу, який виступає персонажем боса. Якщо гравцеві вдасться перемогти чемпіона світу, чемпіон відмовиться від світового ключа. Це дозволяє гравцеві брати участь у спеціальних режимах цього світу та дозволяє отримати доступ до наступного світу.

## Критика
| Агрегатор  | Оцінка                                                           |
| ---------- | ---------------------------------------------------------------- |
| Metacritic | (GBA) 77/100 (Xbox) 70/100 (PS2) 69/100 (GC) 66/100 (NGE) 64/100 |

| Видання                            | Оцінка                           |
| ---------------------------------- | -------------------------------- |
| Electronic Gaming Monthly          | 5.67/10                          |
| Eurogamer                          | 7/10                             |
| Famitsu                            | 27/40                            |
| Game Informer                      | 7/10                             |
| GamePro                            | 4.5/5                            |
| GameSpot                           | (GBA) 7.8/10 7.5/10 (NGE) 6.9/10 |
| GameSpy                            | (PS2) · (NGE)                    |
| GameZone                           | (PS2) 8.5/10 (NGE) 6.5/10        |
| IGN                                | (NGE) 8.2/10 (GBA) 7.8/10 7.4/10 |
| Nintendo Power                     | (GC) 3.4/5 (GBA) 3.3/5           |
| Nintendo World Report              | 6.5/10                           |
| Official U.S. PlayStation Magazine | 7/10                             |
| Official Xbox Magazine (США)       | 8.3/10<                          |
| Play                               | B−                               |
| PlayStation: The Official Magazine | 8/10                             |
| TeamXbox                           | 8.1/10                           |